# Cypholophus friesianus
Cypholophus friesianus là loài thực vật có hoa trong họ Tầm ma. Loài này được (K.Schum.) H.J.P.Winkl. mô tả khoa học đầu tiên năm 1922.